# Convolvulus oxyphyllus
Convolvulus oxyphyllus är en vindeväxtart. Convolvulus oxyphyllus ingår i släktet vindor, och familjen vindeväxter.

## Underarter
Arten delas in i följande underarter:
- C. o. oxyphyllus
- C. o. sheilae